# Luise Rinser

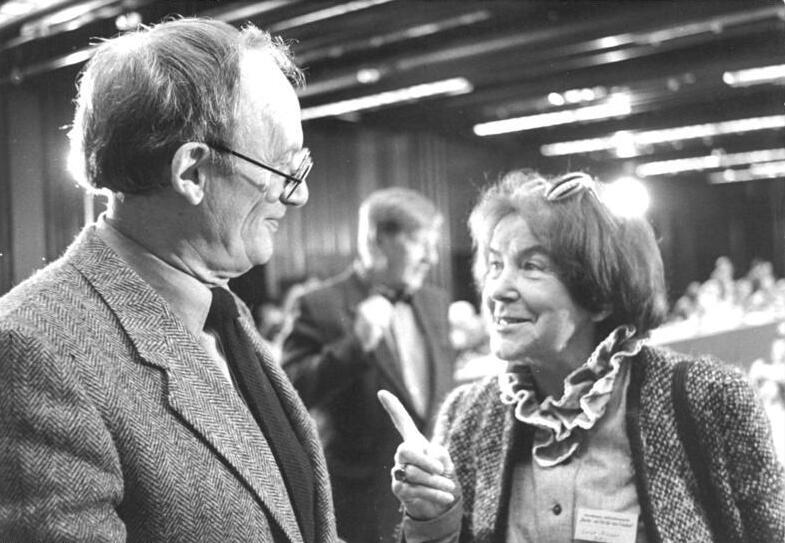
Luise Rinser und Hermann Kant, 1987

Luise Rinser (* 30. April 1911 in Pitzling am Lech, Oberbayern; † 17. März 2002 in Unterhaching bei München) war eine deutsche Schriftstellerin.

## Leben

### Frühe Jahre
Luise Rinser wurde am 30. April 1911 im oberbayerischen Pitzling, heute ein Stadtteil von Landsberg am Lech, als Tochter eines Lehrers und Organisten geboren. Ihr Geburtshaus, die alte Schule an der Seestraße, existiert noch. Rinser wurde in einem Lehrerinnenseminar in München zur Volksschullehrerin ausgebildet und legte das Examen als eine der Jahrgangsbesten ab. Danach arbeitete sie ab 1935 als Aushilfslehrerin an verschiedenen oberbayerischen Schulen. Sie lernte den Reformpädagogen Franz Seitz kennen, der sie nicht nur in pädagogischen Fragen, sondern auch auf ihrem Weg in die Schriftstellerei stark beeinflusste. Davon zeugt ein umfangreicher, bisher unveröffentlichter Briefwechsel.

### Zeit des Nationalsozialismus
In dieser Zeit veröffentlichte sie ihre ersten kleinen Erzählungen in der Zeitschrift Herdfeuer, die eine dem Nationalsozialismus positiv gegenüberstehende junge Frau zeigen. 1934 verfasste sie unter dem Titel Junge Generation ein Lobgedicht auf Adolf Hitler. Dem folgten weitere Gedichte und Aufsätze in derselben Zeitschrift. Für die UFA arbeitete sie 1942 an einem Drehbuch über den weiblichen Arbeitsdienst. Sie gehörte seit 1936 der NS-Frauenschaft und bis 1939 dem NS-Lehrerbund an. Einem Eintritt in die NSDAP verweigerte sie sich jedoch. Des Weiteren bezeugen verschiedene Dokumente, unter anderem Briefe an Hermann Hesse, eine kritischere Haltung zum Nationalsozialismus. 1939 schied sie auf eigenen Wunsch aus dem Schuldienst aus und heiratete den Komponisten und Dirigenten Horst-Günther Schnell.
1941 erschien ihre Erzählung Die gläsernen Ringe, welche die begeisterte Zustimmung Hermann Hesses fand. Wegen des Krieges konnten zunächst keine weiteren Bücher erscheinen. Ob ein von der Autorin behauptetes Publikationsverbot bestand, ist unklar. Jedenfalls konnte sie bis 1944 in der Kölnischen Zeitung publizieren. 1943 schrieb sie für den NS-Propagandafilm-Regisseur Karl Ritter das Drehbuch für den geplanten Film Schule der Mädchen.
Im Oktober 1944 wurde sie wegen „Wehrkraftzersetzung“ denunziert, verhaftet und ins Frauengefängnis in Traunstein eingeliefert. Am 21. Dezember 1944 erhielt sie Hafturlaub zu Weihnachten. Ob sie danach ins Gefängnis zurückkehrte, kann nicht mehr geklärt werden. In einer Einleitung zu ihrem 1946 publizierten „Gefängnistagebuch“ behauptete sie: „Während meiner Haft lief am Volksgerichtshof Berlin unter dem berüchtigten Freisler ein Prozess gegen mich. Die Anklage lautete auf Hochverrat (Wehrkraftzersetzung und Widerstand gegen das Dritte Reich)… Man konnte mich aufgrund des vorliegenden Materials…zum Tode verurteilen.“ Tatsächlich war sie nicht einmal angeklagt, schon gar nicht wegen Hochverrats. Weder gab es einen Prozess, noch war der Präsident des Volksgerichtshofs, Roland Freisler, wie von ihr behauptet, irgendwie in ihren Fall involviert. In ihrem Nachlass in Marbach befindet sich ein offizielles Dokument des Landgerichtsgefängnisses Traunstein, das besagt, „Luise Herrmann geb. Rinser“ sei am 21. Dezember 1944 aus der Haft entlassen worden (also genau an dem Datum, an dem auch ihre Aufzeichnungen aus dem Gefängnis enden), und zwar zunächst bis zum 7. Januar. Sie bekam Hafturlaub, und sie musste offenbar auch nicht wieder zurück in die U-Haft. Jedenfalls findet sich kein Dokument, das darauf hindeutet. In einer Arbeit über die Erinnerungen an den Nationalsozialismus in den autobiographischen Schriften Luise Rinsers zeigt die Germanistin Sandra Schrei auf, wie Rinser mit jeder ihrer veröffentlichten Aufzeichnungen über jene Jahre die Dramatik und die Gefahr und ihre angebliche aktive Widerstandsleistung vergrößerte.
Aus der 1942 geschiedenen Ehe mit Schnell ging ihr Sohn Christoph (1940–2024) hervor. Ihr zweiter Sohn Stephan Rinser (1941–1994) entstammte einer außerehelichen Beziehung, er wurde Fernsehregisseur. Schnell fiel 1943 im Russland-Feldzug. Danach heiratete Rinser den Schriftsteller Klaus Herrmann, angeblich um ihn, „der als Homosexueller, Kommunist und Pazifist im Hitler-Reich doppelt und dreifach gefährdet war, mit einer Scheinehe vor dem Konzentrationslager zu retten“. Diese Ehe wurde 1952 geschieden. Rinsers Behauptung, sie habe Herrmann durch Heirat vor der Verfolgung der Gestapo geschützt, erscheint nicht logisch, da ein verfolgter NS-Gegner durch die Heirat mit einer angeblich ebenso notorischen NS-Gegnerin erst recht die Aufmerksamkeit des Regimes auf sich gezogen hätte. Ebenso unlogisch ist es, dass Rinser mit dem von ihr als unsympathisch und für ihr Leben unwichtig geschilderten Herrmann dann nicht gleich nach Kriegsende brach, sondern bis Anfang 1949 weiter in Kirchanschöring zusammenlebte und auch im selben Verlag publizierte, bis er in die DDR ging und sie nach München.

### Nachkriegszeit
Luise Rinser arbeitete von 1945 bis 1953 als freie Mitarbeiterin bei der Neuen Zeitung, für die sie vor allem Bücher rezensierte und Artikel zu kulturellen Fragen schrieb. 1948 bezog sie eine Wohnung in München. 1949 nahm sie an einer Tagung der Gruppe 47 teil, wo ihre gelesene Novelle bei der Gruppenkritik allerdings durchfiel. Rinser blieb der Literatengruppe fortan fern. 1951 nahm sie an dem internationalen Kongress „International Understanding through Children’s Books“ teil, der von der von Jella Lepmann gegründeten Internationalen Jugendbibliothek organisiert wurde.
Von 1954 bis 1959 war Rinser mit dem Komponisten Carl Orff verheiratet. Sie lebte ab 1959 in Rom und ab 1965 in Rocca di Papa bei Rom, wo sie 1986 auch zur Ehrenbürgerin ernannt wurde. Daneben behielt sie bis zu ihrem Lebensende ihre Wohnung in München, wo sie sich oft aufhielt.
Enge Freundschaften verbanden sie mit dem koreanischen Komponisten Isang Yun, mit dem Benediktinerabt Johannes Maria Hoeck sowie mit dem Theologen Karl Rahner. Auch Anagarika Govinda, den sie in den siebziger Jahren mit dessen Frau Li Gotami Govinda einige Tage in Rocca di Papa beherbergte, zählte zu ihren Briefpartnern. In ihren letzten Lebensjahren war für Luise Rinser die Freundschaft mit dem Philosophen und Dichter José Sánchez de Murillo von großer Bedeutung.
Luise Rinser engagierte sich auch gegen die atomare Wiederaufarbeitungsanlage Wackersdorf (WAA). Im Oktober 1986 spielte die Initiative „Klassische Musiker gegen die WAA“ Haydns Oratorium Die Schöpfung in der evangelischen Dreieinigkeitskirche Regensburg. Rinser verfasste dazu „einführende Worte“ über „Haydns Schöpfung gegen die WAA“. Ihre letzte Ruhestätte fand sie auf testamentarischen Wunsch auf dem Friedhof von Wessobrunn.

## Künstlerisches Schaffen
1946 erschien Rinsers Gefängnistagebuch, dann eine Arbeit über Johann Heinrich Pestalozzi, Pestalozzi und wir (1947), danach in rascher Folge der Roman Erste Liebe (1948) – nicht zu verwechseln mit der gleichnamigen Erzählung –, die Erzählung Jan Lobel aus Warschau (1948), das Kinderbuch Martins Reise (1949) und der Roman Mitte des Lebens (1950).
In den folgenden Jahren veröffentlichte sie den Roman Daniela (1953) und den Bericht über die stigmatisierte Therese von Konnersreuth Die Wahrheit über Konnersreuth. 1955 folgte mit Der Sündenbock eine Art Kriminalroman, 1956 der Band mit Erzählungen Ein Bündel weißer Narzissen (darin enthalten: Die Lilie; Anna; Elisabeth; Daniela; Die rote Katze; Die kleine Frau Marbel; Ein alter Mann stirbt; Eine dunkle Geschichte; Jan Lobel aus Warschau; David und Ein Bündel weißer Narzissen) und 1957 der zweite Nina-Roman Abenteuer der Tugend. Daneben schrieb sie Rezensionen, Feuilletons und Essays.
1957 studierte sie im Spätsommer an der Ausländeruniversität Perugia. Ein Stipendium für einen Aufenthalt in der Villa Massimo in Rom verschaffte ihr eine intensive Begegnung mit Italien und inspirierte sie zu der Erzählung Geh fort wenn du kannst (1959). 1960 wurde Der Schwerpunkt veröffentlicht, der Essays über fünf Schriftstellerkollegen und -kolleginnen enthält. 1962 erschienen der Roman Die vollkommene Freude, das Fotobuch Ich weiß deinen Namen und der Aufsatz Vom Sinn der Traurigkeit (Felix tristitia). Die Erzählung Septembertag (1964) spiegelt einen (fiktiven) Tag ihres Lebens in Rom wider, wo sie sich 1959 niedergelassen hatte. Drei Jahre schrieb sie regelmäßige Kolumnen für die Frauen-Zeitschrift Für Sie, die später in drei Bänden als Buch veröffentlicht wurden: Gespräche über Lebensfragen (1966), Gespräch von Mensch zu Mensch (1967) und Fragen, Antworten (1968). Es folgten mehrere Arbeiten, die religiösen Fragen gewidmet sind: 1964 Über die Hoffnung, 1966 Hat Beten einen Sinn?
Die Erfahrung des Zweiten Vatikanischen Konzils inspirierte sie zur Auseinandersetzung mit kirchlichen Fragen: 1967 Laie nicht ferngesteuert und Zölibat und Frau, 1968 Von der Unmöglichkeit und der Möglichkeit heute Priester zu sein, doch ihr Hauptwerk aus dieser Zeit ist der Roman Ich bin Tobias (1966). Daneben erschienen zwei Fotobände mit Rinsers Interpretationen: Jugend unserer Zeit (1967) und Nach seinem Bild (mit Fotos von Oswald Kettenberger) (1969).
1970 brachte Rinser ihr erstes Tagebuch heraus: Baustelle. Eine Art Tagebuch. 1967–1970, dem 1972 das zweite folgte: Grenzübergänge. Tagebuchnotizen. 1973 erschien Hochzeit der Widersprüche, und 1974 der Bericht Dem Tode geweiht? Lepra ist heilbar! über eine Reise zu der Lepra-Station des DAHW auf der indonesischen Insel Lewoleba. Die Energiekrise inspirierte sie zu der Abhandlung Wie wenn wir ärmer würden oder Die Heimkehr des verlorenen Sohnes (1974).
1975 erschienen der Roman Der schwarze Esel, der fiktive Bericht Bruder Feuer über einen modernen Franz von Assisi sowie der Aufsatz Leiden, Sterben, Auferstehen. Ihre Freundschaft mit dem koreanischen Komponisten Isang Yun und eine Reise nach Südkorea fanden ihren Niederschlag in dem Bericht Wenn die Wale kämpfen – Portrait eines Landes: Süd-Korea (1976). Im Jahr darauf erschien Der verwundete Drache. Dialog über Leben und Werk des Komponisten Isang Yun (1977).
1978 erschien das dritte Tagebuch Kriegsspielzeug. Tagebuch 1972–1978. In den Tagen der islamischen Revolution bereiste sie den Iran; ihre Erfahrungen und Erkenntnisse schrieb sie nieder zu dem Bericht Khomeini und der islamische Gottesstaat. Eine große Idee – Ein großer Irrtum? (1979). Wegen ihres Engagements für die Wiedervereinigung der beiden Koreas wurde sie vom Präsidenten Nordkoreas, Kim Il Sung, in dessen Land eingeladen, das sie 1980 zum ersten Mal besuchte. Sie schrieb darüber ein Nordkoreanisches Reisetagebuch (1981), das vielfach auf Kritik und Unverständnis stieß, da sie das kommunistische Regime fast völlig unkritisch gesehen habe.
1981 veröffentlichte Rinser den ersten Teil ihrer Autobiographie Den Wolf umarmen, der bis zum Jahre 1950 reicht. 1982 erschien ein weiterer Tagebuchband Winterfrühling. Tagebuchaufzeichnungen 1979–1982. 1983 kamen der viel beachtete Roman Mirjam, 1984 das Kinderbuch Das Squirrel, 1985 das Tagebuch Im Dunkeln singen. Tagebuchaufzeichnungen 1982–1985 heraus. Die Bekanntschaft mit Romani Rose veranlasste sie, sich mit dem Problem der Sinti und Roma auseinanderzusetzen und das Buch Wer wirft den Stein? Zigeuner sein in Deutschland. Eine Anklage zu veröffentlichen (1985).
1986 erschien ein Band mit Erzählungen Geschichten aus der Löwengrube (enthaltend: Hinkela; Munjo, der Dichter; Bitte, keine mildernden Umstände; Wie in einem Spiegel; Jakobs Kampf; Vergib uns, wie auch wir vergeben; Äskulap und Angewandte Physik), 1987 der Roman Silberschuld, 1988 ein weiteres Tagebuch Wachsender Mond. Tagebuchaufzeichnungen 1985–1988 sowie das Weihnachtsspiel Drei Kinder und ein Stern, 1990 der Sammelband An den Frieden glauben. Über Literatur, Politik und Religion 1944–1967, 1991 der Roman Abaelards Liebe, 1992 das Tagebuch Wir Heimatlosen. Tagebuchaufzeichnungen 1989–1992.
1994 vollendete Rinser den zweiten Teil ihrer Autobiographie Saturn auf der Sonne; außerdem wurden ihre Briefe an den Theologen Karl Rahner veröffentlicht unter dem Titel Gratwanderung. Briefe der Freundschaft an Karl Rahner. Im Herbst 1994 reiste sie nach Dharamsala, wo sie mehrere Gespräche mit dem Dalai Lama führte, die unter dem Titel Mitgefühl als Weg zum Frieden. Meine Gespräche mit dem Dalai Lama 1995 veröffentlicht werden. 1997 erschien das letzte Tagebuch Kunst des Schattenspiels. Tagebuchaufzeichnungen 1994–1997.
Im selben Jahr begann sie eine Zusammenarbeit mit Hans Christian Meiser; sie veröffentlichten gemeinsam zunächst den Briefwechsel Reinheit und Ekstase. Auf der Suche nach der vollkommenen Liebe (1998), anschließend den Roman Aeterna (2000). Dazwischen schrieb sie – als ihr letztes ganz eigenes Werk – Bruder Hund. Eine Legende (1999).

## Politische Positionen
Rinsers Positionierung im „Dritten Reich“ ist mittlerweile nicht mehr umstritten: Dokumente zeigen, dass sie ihre Rolle vor allem in den ersten Jahren der NS-Diktatur nachträglich schönte. José Sánchez de Murillos im April 2011 in Deutschland erschienene Biographie Luise Rinser – Ein Leben in Widersprüchen nimmt zahlreiche und wesentliche Richtigstellungen an Rinsers eigener Lebensdarstellung in der Nazi-Zeit vor. Laut Murillo hat Rinser nachweislich 1933 als Junglehrerin ihren jüdischen Schuldirektor denunziert (sie beschwerte sich über dessen angeblich schlampige Arbeit) und soll damit ihre eigene Karriere befördert haben. Murillo schreibt: „Luise Rinser war in der Nazi-Zeit ebenso verstrickt wie viele andere“ und ergänzt in Interviews: „Faktisch gesehen hat sie gelogen – uns alle angelogen“. Sie war zu dieser Zeit „eine junge Nazi-Größe, die schnell Karriere machte“. Luise Rinser soll nicht nur ihre politischen Überzeugungen, sondern auch viele ihrer „Lebensdaten“ für die Nachwelt gezielt verschleiert und verfälscht haben. „Die Wahrheit ist: Luise Rinser arbeitete an der Kultur des ‚Dritten Reichs‘ mit wie viele ihrer Generationsgenossen… Einen Geschmack von Bitterkeit hinterlässt die Neuerschaffung ihrer Biografie nach der sogenannten Stunde null und vor allem die penetrante Weigerung, jemals ein Wort der Wahrheit über die Verführbarkeit junger Künstler unter dem Nationalsozialismus zu sagen oder wenigstens der Ambivalenz ihrer Position gerecht zu werden.“
Luise Rinser mischte sich aktiv in die politische und gesellschaftliche Diskussion in der Bundesrepublik Deutschland ein. Sie war eine führende Stimme des Linkskatholizismus, beobachtete als akkreditierte Journalistin das Zweite Vatikanische Konzil und wurde zu einer scharfen Kritikerin der katholischen Kirche, aus der sie jedoch nicht austrat. Rinser gehörte dem Kuratorium der 1959 gegründeten Deutsch-Israelischen Studiengruppe an der Goethe-Universität Frankfurt an, die sich für die NS-Aufarbeitung, gegen den Antisemitismus und für die Annäherung mit Israel engagierte. In den 1970er Jahren engagierte sie sich für die Abschaffung des Abtreibungsparagraphen § 218. 1968 kritisierte sie in einem offenen Brief das Urteil wegen der Kaufhaus-Brandstiftungen gegen Andreas Baader und Gudrun Ensslin. An den Vater Ensslins schrieb sie: „Gudrun hat in mir eine Freundin fürs Leben gefunden“. 1972 unterstützte sie Willy Brandt im Wahlkampf.
In den Jahren ab 1972 bereiste sie die Sowjetunion, die USA, Spanien, Indien, Indonesien, Südkorea, mehrere Male Nordkorea, den Iran – dessen Revolutionsführer Ajatollah Chomeini sie als „leuchtendes Vorbild für die Länder der Dritten Welt“ pries –, Japan, Kolumbien und viele andere Länder. Zudem war Luise Rinser eine ausgesprochene Bewunderin des nordkoreanischen Diktators Kim Il-sung.
Anfang der 1980er Jahre demonstrierte sie zusammen mit den Schriftstellern Heinrich Böll und Günter Grass gegen den NATO-Doppelbeschluss, gemäß dem in der Bundesrepublik Deutschland Pershing-Raketen stationiert werden sollten. Für die Wahl des deutschen Bundespräsidenten 1984 wurde sie von den Grünen, deren Mitglied sie seit 1983 war, als Kandidatin vorgeschlagen; sie unterlag in der Wahl Richard von Weizsäcker.
Rinser ist auch bekannt für ihren Einsatz für Tierrechte und Vegetarismus. 1990 schrieb sie ein weit beachtetes Geleitwort für Eugen Drewermanns Buch Über die Unsterblichkeit der Tiere. Hoffnung für die leidende Kreatur., in dem sie ihre Ansicht über die Rechte der Tiere zum Ausdruck brachte.

## Postume Rezeption
Luise Rinser verstarb am 17. März 2002.
Anfang April 2011 erschien eine Biografie von José Sánchez de Murillo; an dem Buch arbeitete auch ihr Sohn Christoph mit. Murillo lernte Rinser im Januar 1995 in Rocca di Papa bei Rom kennen; die beiden schlossen Freundschaft.
Im April 2011 wurde ihres 100. Geburtstages gedacht.
Der Tenor vieler Buchbesprechungen und Gedenkartikel war folgender:
„Murillo … führt … so redlich wie schweren Herzens aus, dass ihre Verstrickung noch viel weiter reichte, als vermutet worden war.“
„Es gibt nicht so viele Autoren, derer zum 100. Geburtstag so lebhaft und kontrovers gedacht wird wie Luise Rinser (…). Doch nicht das literarische Werk ermuntert zum Disput; das wird seit einigen Jahren kaum noch wahrgenommen. Vielmehr sind die jungen Jahre einer Autorin verstärkt ins Blickfeld geraten, die im Nachkriegsdeutschland als unbestechliche Streiterin für eine gerechte Welt galt und gar mit dem moralischen Ehrentitel einer ‚Prophetin der Verweigerung‘ bedacht wurde. Die aber war in der Zeit des Nationalsozialismus wohl doch nicht so zweifelsfrei gut und gerecht, wie sie es selbst in der Rolle der unbescholtenen Vorzeige-Deutschen stets und oft behauptet hat.“

## Auszeichnungen und Ehrungen
- 1952: Ehrung im Rahmen der Verleihung des René-Schickele-Preises
- 1975: Christophorus-Buchpreis der Christophorus-Stiftung des HUK-Verbandes
- 1977: Großes Verdienstkreuz des Verdienstordens der BRD
- 1979: Roswitha-Gedenkmedaille (Roswitha-Preis) der Stadt Bad Gandersheim
- 1979: Premio letterario internazionale mediterraneo. (Internationaler Mittelmeer-Literaturpreis.) Palermo, Italien
- 1980: Premio Europa. (Europa-Preis.) Fiuggi, Italien
- 1985: „Accademico ordinario“ der Accademia Tiberina. Rom, Italien
- 1985: Johannes Bobrowski-Medaille der CDU der DDR
- 1986: Ehrendoktorwürde der Universität Pjöngjang (Nordkorea)
- 1987: Heinrich-Mann-Preis der Akademie der Künste der DDR
- 1987: Donna in Arte.  Provinz Rom, Italien
- 1987: Autore dell'anno 1987.  (Autor des Jahres.) Palestrina (Latium), Italien
- 1988: Elisabeth-Langgässer-Literaturpreis der Stadt Alzey
- 1988: Premio Giustina Rocca. (Giustina-Rocca-Preis.) Trani, Italien
- 1991: Internationaler Literaturpreis Ignazio Silone
- 1991: Kunst- und Kultur-Preis der Stadt Landsberg am Lech

## Werke

### Romane
- Hochebene. Harriet Schleber, Kassel 1948.
- Die Stärkeren. Kassel 1948.
- Mitte des Lebens. S. Fischer, Frankfurt am Main 1950.
- Daniela. Frankfurt 1953.
- Der Sündenbock. Frankfurt am Main 1955.
- Abenteuer der Tugend. Frankfurt am Main 1957.
- Die vollkommene Freude. Frankfurt am Main 1962.
- Ich bin Tobias. S. Fischer, Frankfurt am Main 1966.
- Der schwarze Esel. Frankfurt am Main 1974.
- Bruder Feuer. Frankfurt am Main 1978, ISBN 978-3-596-22124-0.
- Mirjam. Frankfurt am Main 1983.
- Silberschuld. Frankfurt am Main 1987.
- Abaelards Liebe. Frankfurt am Main 1991.
- Aeterna. (Mit H. C. Meiser.) Frankfurt am Main 2000.

### Erzählungen
- Die gläsernen Ringe. Abschied vom Lande der Kindheit. Fischer, Berlin 1941.[31] (Neubearbeitung 1949)
- Erste Liebe. Desch, München 1946.
- Jan Lobel aus Warschau. Kassel 1948.
- Ein Bündel weißer Narzissen. S. Fischer, Frankfurt am Main 1956.
- Geh fort, wenn du kannst. (Nachwort von Hans Bender.) Frankfurt am Main 1959.
- Weihnachts-Triptychon. (Mit Scherenschnitten von Otto Diethelm.) Arche, Zürich 1963.
- Septembertag. Frankfurt 1964
- Die rote Katze. Fünf Erzählungen. Fischer Bibliothek, Frankfurt am Main 1981.
- Geschichten aus der Löwengrube. Acht Erzählungen. Frankfurt am Main 1986.

### Autobiographisches
- Gefängnistagebuch. Zinnen (Kurt Desch), München 1946.
- Baustelle. Eine Art Tagebuch 1967–1970. S. Fischer, Frankfurt am Main 1970.
- Grenzübergänge. Tagebuch-Notizen 1970–1972. Frankfurt am Main 1972.
- Kriegsspielzeug. Tagebuch 1972–1978. Frankfurt am Main 1978.
- Nordkoreanisches Reisetagebuch. Frankfurt am Main 1981.
- Den Wolf umarmen. (Autobiographie, Teil 1.) Frankfurt am Main 1981.
- Winterfrühling. Tagebuchaufzeichnungen 1979–1982. Frankfurt am Main 1982.
- Im Dunkeln singen. Tagebuchaufzeichnungen 1982–1985. Frankfurt am Main 1985.
- Wachsender Mond. Tagebuchaufzeichnungen 1985–1988. Frankfurt am Main 1988.
- Ort meiner Kindheit: Wessobrunn. Freiburg 1991.
- Wir Heimatlosen. Tagebuchaufzeichnungen 1989–1992. Frankfurt am Main 1992.
- Saturn auf der Sonne. (Autobiographie, Teil 2.) Frankfurt am Main 1994.
- Kunst des Schattenspiels. Tagebuchaufzeichnungen 1994–1997. Frankfurt am Main 1997.

### Kinder- und Jugendbücher
- Tiere in Haus und Hof. Bilder von Marianne Scheel. Atlantis Kinderbücher, Berlin 1942.
- Das Ohlstadter Kinder-Weihnachtsspiel. Hörspiel. München 1946.
- Martins Reise. Atlantis, Zürich 1949.
- Sie zogen mit dem Stern. Eine Bubenweihnacht. Don Bosco, München 1950,
- Sie zogen mit dem Stern. Eine Bubenweihnacht. Hörspiel. 1952,
- Jugend unserer Zeit. Fotografien gedeutet von Luise Rinser. Echter, Würzburg 1967,
- Bruder Feuer. Thienemann, Stuttgart 1975,
- Das Geheimnis des Brunnens. Stuttgart 1979,
- Kursbuch für Mädchen. Huber, Frauenfeld 1979,
- Mit wem reden. Stuttgart 1980.
- Drei Kinder und ein Stern. (Illustriert von Hella Seith.) Neuausgabe. Gabriel, Stuttgart 1994.
- Das Squirrel. Eine Geschichte von sichtbaren und unsichtbaren Wesen. (Mit Blumenbildern von Sulamith Wülfing.) Neuausgabe. Aquamarin, Grafing 2004.

### Sonstige Schriften
- Pestalozzi und wir. Der Mensch und das Werk. Günther, Stuttgart 1947.
- (Hrsg.): Pestalozzi. Eine Auswahl für die Gegenwart. 1948.
- Die Wahrheit über Konnersreuth. Ein Bericht. Benziger, Einsiedeln 1954.
- Fülle der Zeit. Carl Zuckmayer und sein Werk. Frankfurt am Main 1956.
- Der Schwerpunkt. (Essays zu Annette Kolb, Franz Werfel, Carl Zuckmayer, Elisabeth Langgässer und Bert Brecht.) Frankfurt am Main 1960.
- Vom Sinn der Traurigkeit (Felix Tristitia). Arche, Zürich 1962.
- Ich weiß deinen Namen. 73 Fotografien, gedeutet von L. Rinser. Echter, Würzburg 1962.
- Über die Hoffnung. Zürich 1964.
- Gespräche über Lebensfragen. Würzburg 1966.
- Hat Beten einen Sinn? Zürich 1966.
- Jugend unserer Zeit. Fotografien gedeutet von L. Rinser. Würzburg 1967.
- Gespräch von Mensch zu Mensch. Würzburg 1967.
- Zölibat und Frau. Würzburg 1967.
- Laie, nicht ferngesteuert. Zürich 1967.
- Fragen, Antworten. Würzburg 1968.
- Von der Unmöglichkeit und der Möglichkeit, heute Priester zu sein. NZN, Zürich 1968.
- Unterentwickeltes Land Frau. Untersuchungen, Kritik, Arbeitshypothesen. Würzburg 1970.
- Hochzeit der Widersprüche. Schulz, Percha 1973.
- Dem Tode geweiht? Lepra ist heilbar! (Mit 24 Bildtafeln; Fotos von Christoph Rinser.) Percha 1974.
- Wie wenn wir ärmer würden, oder: Die Heimkehr des verlorenen Sohnes. Percha 1974.
- Hallo, Partner. Zeige mir, wie du dein Auto lenkst, und ich sage dir, wie (wer) du bist! HUK-Verband 1974.
- Leiden, Sterben, Auferstehen. Würzburg 1975.
- Wenn die Wale kämpfen. Porträt eines Landes: Süd-Korea. Percha 1976.
- Der verwundete Drache. Dialog über Leben und Werk des Komponisten Isang Yun. Frankfurt am Main 1977.
- Terroristen-Sympathisanten? Im Welt-Bild der Rechten. Eine Dokumentation. 1977.
- Khomeini und der Islamische Gottesstaat. Eine große Idee. Ein großer Irrtum? Percha 1979.
- Kinder unseres Volkes (Buch zum Film). Deutschland, 1983. Regie: Stephan Rinser.
- Wer wirft den Stein? Zigeuner sein in Deutschland. Eine Anklage. Stuttgart 1985.
- Die Aufgabe der Musik in der Gesellschaft von heute. Frankfurt am Main 1986.
- In atomarer Bedrohung. Mit Grafiken von Frans Masereel. Loeper, Karlsruhe 1987.
- Gratwanderung. Briefe der Freundschaft an Karl Rahner. Kösel, München 1994.
- Mitgefühl als Weg zum Frieden. Meine Gespräche mit dem Dalai Lama. München 1995.
- Leben im Augenblick. Kurze Texte zur Sinnfrage. (Hrsg. von Ute Zydek.) München 1996.
- Reinheit und Ekstase. Auf der Suche nach der vollkommenen Liebe. (Mit H. C. Meiser.) List, München 1998.
- Bruder Hund. Eine Legende. Kösel, München 1999
- Luise Rinser und Ernst Jünger. Briefwechsel 1939–1944. Mit einem einleitenden Essay von Benedikt Maria Trappen. Aufgang Verlag, Augsburg 2016, ISBN 978-3-945732-10-6.